# Castalius sostrus
Castalius sostrus är en fjärilsart som beskrevs av Hans Fruhstorfer 1922. Castalius sostrus ingår i släktet Castalius och familjen juvelvingar. Inga underarter finns listade i Catalogue of Life.